# Gargina caninius
Gargina caninius is een vlinder uit de familie van de Lycaenidae. De wetenschappelijke naam van de soort werd als Thecla caninius in 1907 gepubliceerd door Hamilton Herbert Druce.